# Rocco Siffredi
Rocco Tano (Ortona; 4 de mayo de 1964), más conocido artísticamente como Rocco Siffredi, es un actor, director y productor de películas pornográficas italiano. En la industria del porno se lo conoce como «El semental italiano». Actualmente está casado con la también exactriz pornográfica Rosa Caracciolo, con la que tiene dos hijos. Como anécdota, su esposa ingresó en la industria pornográfica de la mano de Rocco, y las escenas heterosexuales solo las filmó con él.

## Carrera
Siffredi tuvo la idea de trabajar en la industria del porno después de descubrir una revista pornográfica cuando era adolescente. Se mudó a París a los veinte años y asistió a diferentes clubes de sexo donde finalmente fue descubierto por el actor y director porno francés Gabriel Pontello, quien lo presentó a otros productores. Siffredi hizo su debut pornográfico en la película de 1986 Sodopunition pour dépravées sexuelles. Eligió su nombre artístico en referencia a los personajes Roch Siffredi (Borsalino y Borsalino & Co) y Rocco Parondi (Rocco y sus hermanos), ambos interpretados por Alain Delon.
Siffredi se alejó brevemente del porno a finales de los años 1980 y trabajó como modelo, pero regresó al negocio con la ayuda de la actriz porno Teresa Orlowski. Siffredi continuó actuando tanto en pornografía con trama como en pornografía de estilo gonzo, con estilos de sexo que iban desde lo común hasta lo extremo. Sus actuaciones, que incluían sexo anal y anilingus, así como sexo duro, y su intensidad psicológica y atletismo, le valieron reconocimiento y, finalmente, una base de seguidores de culto.
En junio de 2004, Siffredi declaró que se retiraría del porno por el bien de sus hijos y se centraría en la dirección y la producción. Respecto a la larga carrera de Siffredi, Axel Braun comentó: «El problema es que lleva años intentando encontrar un heredero al trono, pero no es tarea fácil. Creyó haberlo encontrado en Nacho Vidal, pero luego Nacho siguió su propio camino».
Siffredi, aunque continuó dirigiendo, estuvo prácticamente ausente como actor en pantalla durante casi cinco años. Sin embargo, la frustración sexual y la decepción que sentía como director con su talento masculino, así como la situación de la industria pornográfica en general, llevaron a Siffredi a regresar como actor en 2009. A pesar de su renovado éxito, Siffredi anunció su retiro una vez más en 2015, poco después de aparecer en el reality show italiano L'isola dei famosi (La isla de los famosos), donde se quedó varado desnudo y solo en una playa durante una semana.
Siffredi continuaría actuando posteriormente en varias películas pornográficas y en su propia serie de casting. En 2020, falleció su primo y colaborador de toda la vida, Gabriel Zero. Posteriormente, Siffredi anunció la posibilidad de colaborar con su hijo Lorenzo en producciones. A finales de 2022, Siffredi anunció que había dejado de actuar en escenas, pero declaró que no se había retirado y señaló: «Ya no digo 'me retiro'» debido a retiros y regresos anteriores.

## Filmografía
| - 1987: Attention fillettesss! - 1987: El Call Center del deseo - 1987: Barbara Dare's Roman Holiday - 1987: Un desiderio bestiale - 1987: Fantástica Moana - 1987: Lust Italian Style - 1987: Una moglie molto infedele - 1987: Il vizio nel ventre - 1988: Deep Blue - 1988: Karin e Barbara, le supersexystar - 1988: Perfect Stranger - 1988: Una ragazza molto viziosa - 1988: Rocky-X 2 - 1988: Taste of the Best - 1988: Il vizio preferito di mia moglie - 1989: Belle d'amour - 1989: Parisienne, La - 1989: Positive Positions - 1989: L’uccello del piacere ovvero l'uccello della felicità - 1990: Affamata - 1990: Anal Nation - 1990: As Dirty as She Wants to Be - 1990: Attrazione selvaggia - 1990: Bend Over - 1990: Buttman's Ultimate Workout.... Rossolini, Dario - 1990: Dirty Little Movies - 1990: Ecstasy - 1990: Giochi bestiali in famiglia - 1990: House of Dreams (V) - 1990: I Do 2 - 1990: L.A. Stories - 1990: Night Trips 2 - 1990: Oriental Night - 1990: Porsche - 1990: Secrets - 1990: Sexterror - 1990: Steamy Windows - 1990: Total Reball - 1990: Tutte le provocazioni di Moana - 1991: American Buttman in London (V) - 1991: Analita campagnola - 1991: Bagnate davanti e di dietro - 1991: Bassi istinti - 1991: Bend Over Babes 2 - 1991: Blow Job Betty - 1991: Buttman's European Vacation - 1991: Cheeks 5: Cop a Feel - 1991: Crossing Over (V) - 1991: Una donna chiamata cavallo - 1991: La Massaia in calore - 1991: Pump - 1991: Snatch Shots - 1991: The Adventures of Mikki Finn - 1992: "Scherzi a parte" - 1992: A Pussy Called Wanda 2 - 1992: All Hands on Dick - 1992: Andrew Blake's Girls - 1992: Butt Freak - 1992: Buttman Goes to Rio 3 Oh! - 1992: Buttman's European Vacation 2 - 1992: Caldi istinti di una ninfomane di lusso - 1992: Casa d'appuntamento... puttana dalla testa ai piedi - 1992: Il castello del piacere - 1992: Chameleons - 1992: Constat d'adultère - 1992: Curse of the Catwoman - 1992: Ejacula 2 - 1992: Ejacula, la vampira - 1992: Face Dance (V) - 1992: Face Dance 2 - 1992: Ho scopato un'aliena - 1992: Hot Shots - 1992: Les menteuses - 1992: Queen of Hearts 3 - 1992: Seymore Butts Swings - 1992: Sodomania 2 - 1992: The Last Fight - 1992: Tutti i frutti - 1992: Valentina Valentina - 1992: Weekend in Capri - 1992: Wild Attraction - 1992: Wrapped Up - 1993: A Few Good Women - 1993: Diary of Casanova - 1993: Double Load - 1993: Facesitters 2 - 1993: Little Magicians - 1993: More Dirty Debutantes 21 - 1993: New Wave Hookers 3 - 1993: La putana - 1993: Sex - 1993: Sex 2 - 1993: Sexophrenia - 1993: Seymore Butts and His Mystery Girl - 1993: Seymore Butts Is Blown Away - 1993: Signore scandalose di provincia - 1993: The Man Who Loved Women - 1993: The Rehearsal - 1993: The Serpent's Dream - 1993: WPINK-TV 4 - 1993: WPINK-TV 5 - 1995: Cabrones follando - 1996: Anatomía del Infierno | - 1996: Aventura en Perú - 1993: 30 maschi per Sandy - 1993: Anal Delinquent 1 - 1993: Anal party molto particolare - 1993: Anal Siege - 1993: Anal Ski Vacation - 1993: Anal with an Oriental Slant - 1993: Bend Over Brazilian Babes - 1993: Bend Over Brazilian Babes 2 - 1993: Best of Andrew Blake - 1993: Buttman Goes to Rio 4 - 1993: Buttwoman 5 - 1993: Casanova - 1993: Casanova 4 - 1993: Club DV8 - 1993: Club DV8 2 - 1993: County Line - 1993: Deep Anal - 1993: Deep Inside Carol Lynn - 1993: Deep Inside Deidre Holland - 1993: Deep Inside Dirty Debutantes 7 - 1993: Deep Inside Racquel Darrian - 1993: Deep Inside Selena Steele - 1994: Adult Affairs - 1994: Anal Fever - 1994: Animalità... strane sensazioni - 1994: Backstage Pass (1994/I) - 1994: Booty Ho - 1994: Bustin' Out My Best! - 1994: Buttman's British Moderately Big Tit Adventure - 1994: Carcere amori bestiali - 1994: Le casalinghe P... gli stalloni - 1994: COD Indígenas Anal Fever Night - 1994: Double Anal - 1994: Forget Me Not - 1994: Intercourse with the Vampire - 1994: Intercourse with the Vampire 2 - 1994: Jungle Heat - 1994: Rocco Unleashed - 1994: Sodomania: The Baddest of the Best - 1994: Super Girls of Sibylle - 1995: Analgiganten - 1995: Ashlyn Rising - 1995: Bed & Breakfast - 1995: Buttman's Big Butt Backdoor Babes - 1995: Buttman's European Vacation 3 - 1995: Deep Inside Crystal Wilder - 1995: Doppio contatto anale - 1995: Dr. Rocco et m. Sodo - 1995: Euroflesh 10: Rome After Dark - 1995: Exploded Passion - 1995: Exposure - 1995: Kink - 1995: Marco Polo: La storia mai raccontata - 1995: Marquis de Sade - 1995: Nylon - 1995: Rocco Goes to Prague - 1995: Sandy Insatiable - 1995: The Bodyguard - 1995: The Iron Man - 1995: The Voyeur 3 - 1995: Top Model - 1995: Trouble Maker - 1995: Uninhibited - 1996: Anal Island - 1996: Anal Island 2 - 1996: Anal Princess - 1996: Bend Over Babes 4 - 1996: Buttman's British Extremely Big Tit Adventure - 1996: La cameriera, la modella, e la... - 1996: Chasey Loves Rocco - 1996: Deep Inside Brittany O'Connell - 1996: Deep Inside Juli Ashton - 1996: Jenna Loves Rocco - 1996: Milly: Photo Live - 1996: Miss Erotica - 1996: Miss Liberty - 1996: Nikki Loves Rocco - 1996: Tabatha and Her Friends - 1997: Buda - 1997: Buttman in Barcelona - 1997: Buttman's Award Winning Orgies - 1997: Buttman's Favorite Big Tit Babes - 1997: Misteri dell'Eros, I - 1997: Private Fantasies 2 - 1997: Rocco e le storie tese - 1997: Rocco More Than Ever - 1997: Rocco the Italian Stallion 2 - 1997: Rocco: More Than Ever 2 - 1997: Rock and Roll. Rocco Part II - 1997: The Best of Sandy - 1998: Crema batida - 1998: Erotic Dorian Gray - 1998: Jenteal Loves Rocco - 1998: Pirate 3: Rich Bitch - 1998: Prima e dopo la cura - 1998: Rocco e i magnifici 7 - 1998: Rocco Never Dies I - 1998: Rocco Never Dies II - 1998: Tarzhard - 1998: True Anal Stories 1 - 1998: True Anal Stories 2 - 1998: True Anal Stories 3 | - 1998: When Rocco Meats Kelly - 1998: All American Superstars - 1998: Buttman's Rolling Cheeks - 1998: Le combat des chefs - 1998: Rocco e Margherita: racconti a pecorina - 1998: The Best of Rocco - 1999: Buttman & Rocco's Brazilian Butt Fest - 1999: Calamity Jane - 1999: Group Therapy 2 - 1999: Initiations 1 (1999/II) - 1999: Initiations 2 - 1999: Rocco e i mercenari - 1999: Romance - 1999: Torero - 1999: True Anal Stories 4 - 1999: True Anal Stories 5 - 1999: True Anal Stories 6 - 1999: True Anal Stories 7 - 1999: True Anal Stories 8 - 1999: True Anal Stories 9 - 1999: When Rocco Meats Kelly 2: In Barcelona - 2000: Inmortal (2000) - 2000: Best Butt Fucks - 2000: Best of Olivia Del Rio - 2000: Buttman & Rocco Go to Montreal - 2000: Buttman and Rocco's Brazilian Butt Fest/Carnival 1 - 2000: Captain Organ - 2000: Deep Inside Andy Dean NEW! - 2000: Dirty Anal Kelly in Rome 2 - 2000: Giant Links - 2000: Hardliner - 2000: Initiations 3 (2000/II) - 2000: Rocco Invades Poland - 2000: Rocco Meats an American Angel in Paris - 2000: Rocco: Animal Trainer 4 - 2000: Sex Animals - 2000: Taylor Loves Rocco - 2000: True Anal Stories 10 - 2000: True Anal Stories 11 - 2000: True Anal Stories 12 - 2001: Follando a Rizion 1 - 2001: Nikki Dial: Extreme Close-Up - 2001: Real Raunch 9: Bonesuckin Sauce - 2001: Rocco Ravishes Prague 3 - 2001: Rocco Ravishes Prague 4 - 2001: Rocco: Animal Trainer 6 - 2001: Rocco: Animal Trainer 7 - 2001: True Anal Stories 13 - 2001: True Anal Stories 14 - 2001: Way to Love - 2002: Initiations 4 - 2002: Initiations 5 - 2002: Reverse Gang Bang 2 - 2002: Rocco in London - 2002: Rocco: Animal Trainer 10 - 2002: Rocco: Animal Trainer 8 - 2002: Rocco: Animal Trainer 9 - 2002: The Ass Collector - 2002: The Best of Oriental Anal 1 - 2002: The Fashionistas - 2002: True Anal Stories 15 - 2002: True Anal Stories 17 - 2002: True Anal Stories 18 - 2003: Hardest Scenes - 2003: Initiations 7 - 2003: Rocco Ravishes Prague - 2003: Rocco: Animal Trainer 13 - 2003: Rocco: Hazardous Duty - 2003: Rocco: Live in Prague - 2004: Anatomie de l'enfer - 2004: Best of Kelly - 2004: Initiations 8 - 2004: Initiations 9 - 2004: Lexie and Monique Love Rocco - 2004: Rocco Meats Suzie - 2004: Rocco Meats the Princess - 2004: Rocco Meats Trinity - 2004: Rocco: Animal Trainer 16 - 2004: Rocco4: Animal Trainer 14 - 2004: True Anal Stories 20 - 2004: True Anal Stories 21 - 2004: True Anal Stories 22 - 2004: True Anal Stories 23 - 2005: C.A Papi Fútbol - 2005: Dark Side of Rocco - 2005: Nasty Tails - 2005: Nasty Tails 2 - 2005: Rocco Ravishes Ibiza - 2005: Rocco: Animal Trainer 17 - 2005: Rocco: Animal Trainer 18 - 2005: Rocco: Animal Trainer 19 - 2005: Rocco: Top of the World - 2005: She-Males Invade Italy - 2005: The Lady and Her Tramps - 2005: The Lady and Her Tramps 2 - 2005: Who Fucked Rocco? - 2006: Dirty Dreams - 2006: Dirty Dreams 4 - 2006: Emperor - 2006: Fashionistas: Safado - 2006: Rocco: Animal Trainer 22 - 2006: Rocco's Best POV - 2007: HT Darth-Porro - 2007: Vaginalandy - 2016: "Rocco" Documental |

## Premios
- 2009: Premio AVN Mejor actor extranjero del año.[3]